# 1900
1900（千九百、せんきゅうひゃく）は、自然数および整数において、1899の次で1901の前の数である。

## 性質
- 1900は合成数であり、約数は1, 2, 4, 5, 10, 19, 20, 25, 38, 50, 76, 95, 100, 190, 380, 475, 950, 1900である。
  - 約数の和は4340。
- 387番目のハーシャッド数である。1つ前は1898、次は1904。
  - 10を基とする19番目のハーシャッド数である。1つ前は1810、次は2080。
- 1900 = 22 × 52 × 19
  - 3つの異なる素因数の積で p 2 × q 2 × r の形で表せる25番目の数である。1つ前は1700、次は1908。(オンライン整数列大辞典の数列 A179643)
- 1900 = 442 − 36
  - n = 44 のときの n 2 − 36 の値とみたとき1つ前は1813、次は1989。(オンライン整数列大辞典の数列 A098847)
- 各位の和が10になる118番目の数である。1つ前は1810、次は2008。

## その他 1900 に関連すること
- 西暦1900年
- 1900年 (映画)
- 1900 (日本テレビ) は、日本テレビの番組。
- 19時00分をさす。
- 1900系または1900形の鉄道車両
  - 京阪1900系電車
  - 広島電鉄1900形電車
  - 小田急1900形電車
  - 京都市交通局1900形電車
  - 名古屋市交通局1900形電車